# Calvos-eken

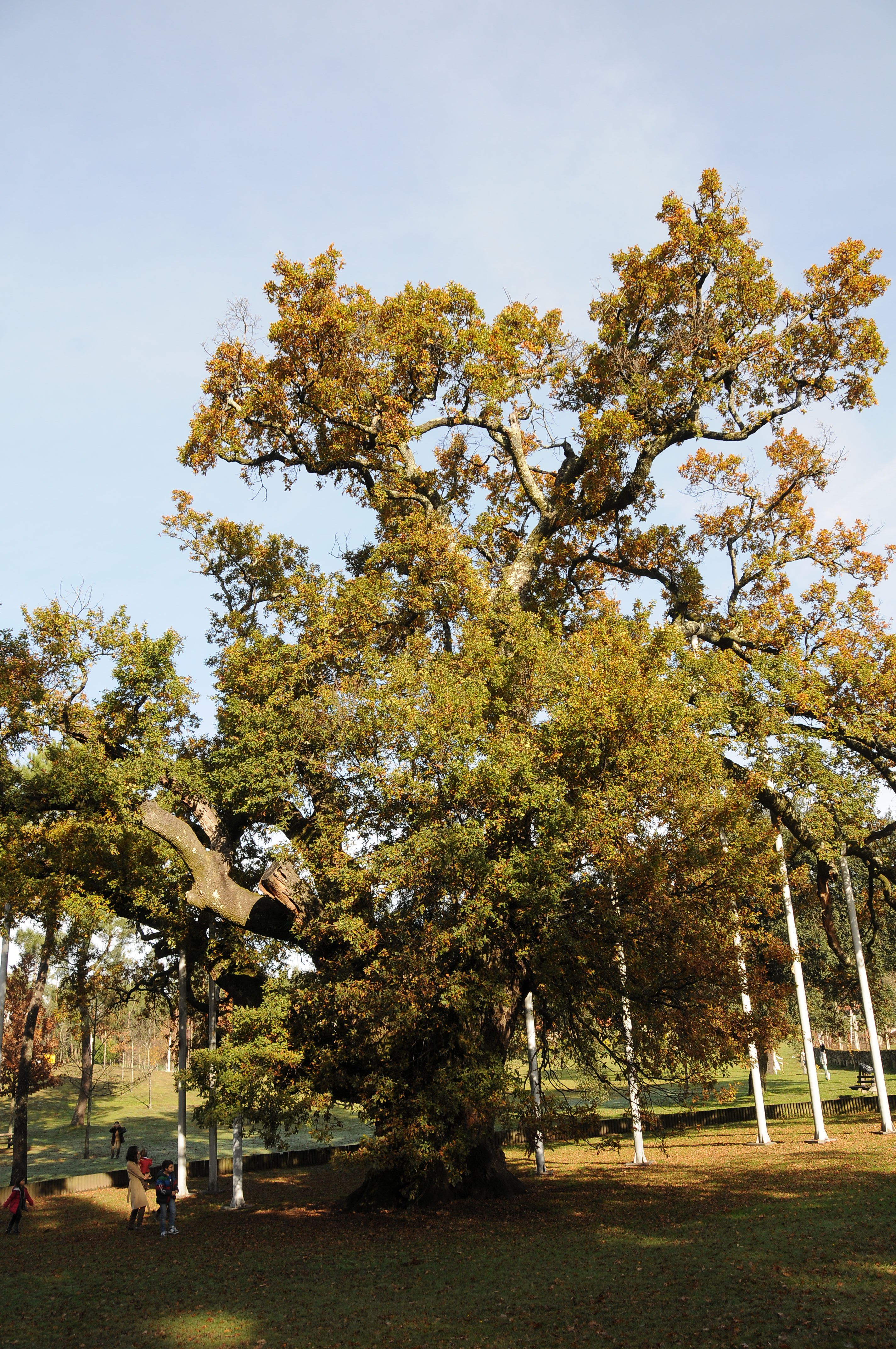
Den cirka 500 år gamla Calvos-eken.

Calvos-eken, portugisiska Carvalho de Calvos är ett ekträd i freguesian Calvos e Frades i staden Póvoa de Lanhoso i Portugal. Eken uppskattas vara 500 år gammal, är 23 meter hög och mäter 40 meter i omkrets vid basen.